# Alzira Soriano
Luíza Alzira Soriano Teixeira (Jardim de Angicos, 29 d'abril del 1897 — ibíd., 28 de maig del 1963) fou una política brasilera.
Es casà el 29 d'abril del 1914, als 17 anys, amb Thomaz Soriano de Souza Filho, un jove promotor de Pernambuco, amb qui tingueren tres filles, i quedà vídua als vint-i-dos anys.
El 1928, Alzira es presentà, als 32 anys, a les eleccions per a la prefectura de Lajes, ciutat de l'interior de l'estat de Rio Grande do Norte, pel Partit Republicà, i hi guanyà amb el 60% dels vots. L'1 de gener del 1929, Alzira Soriano esdevingué la primera batllessa electa del Brasil i d'Amèrica Llatina.
Amb la Revolució de 1930, Alzira Soriano perdé el mandat, per no donar suport a la dictadura de Getúlio Vargas. El 1947, tornà a exercir el mandat de regidora del municipi de Jardim de Angicos, càrrec per al qual la triaren tres vegades, per la Unió Democràtica Nacionalista.